# João Guimarães Rosa
João Guimarães Rosa, často jen Guimarães Rosa (27. června 1908 Cordisburgo — 19. listopadu 1967 Rio de Janeiro) byl brazilský spisovatel, lékař a diplomat. Jeho dílo bývá považováno za syntézu modernismu a tzv. latinskoamerického magického realismu s regionalismem.
Rosovy povídky a romány se téměř vždy odehrávají v prostoru divokého a odlehlého brazilského vnitrozemí, nazývaného sertão. Debutoval souborem povídek zasazených do prostředí rodného Minas Gerais Ságodlouze (Sagarana, 1946), proto byl zprvu chápán jako regionalista. Ve svém díle však sertão vsazuje do univerzálních souvislostí, a to jak v rovině příběhu, tak v rovině jazyka. Inovativní jazyk jeho díla byl ovlivněn jak četbou klasické světové literatury (Rosa ovládal na různé úrovni téměř 20 jazyků včetně základů češtiny), tak regionálními dialekty a lidovou slovesností. Jména, místa a další atributy mají často symbolické a mnohoznačné významy.
V roce 1956 vycházejí dvě díla, která Rosu definitivně pasovala na jednoho z velikánů brazilské literatury 20. století: Taneční soubor (Corpo de baile; ze sedmi obsažených novel česky vyšlo Burití a Dál - dál a dál) a Velká divočina: stezky (Grande Sertão: Veredas). Za český překlad novely Burití, součásti této série, získala jeho autorka Vlasta Dufková Jungmannovu cenu (2008).